# Некрасово (Юргінський район)
Некра́сово (рос. Некрасово) — присілок (колишнє село) у складі Юргінського району Тюменської області, Росія.
Населення — 24 особи (2010, 56 у 2002).
Національний склад станом на 2002 рік:
- росіяни — 93 %